# Bredäng (stacja metra)

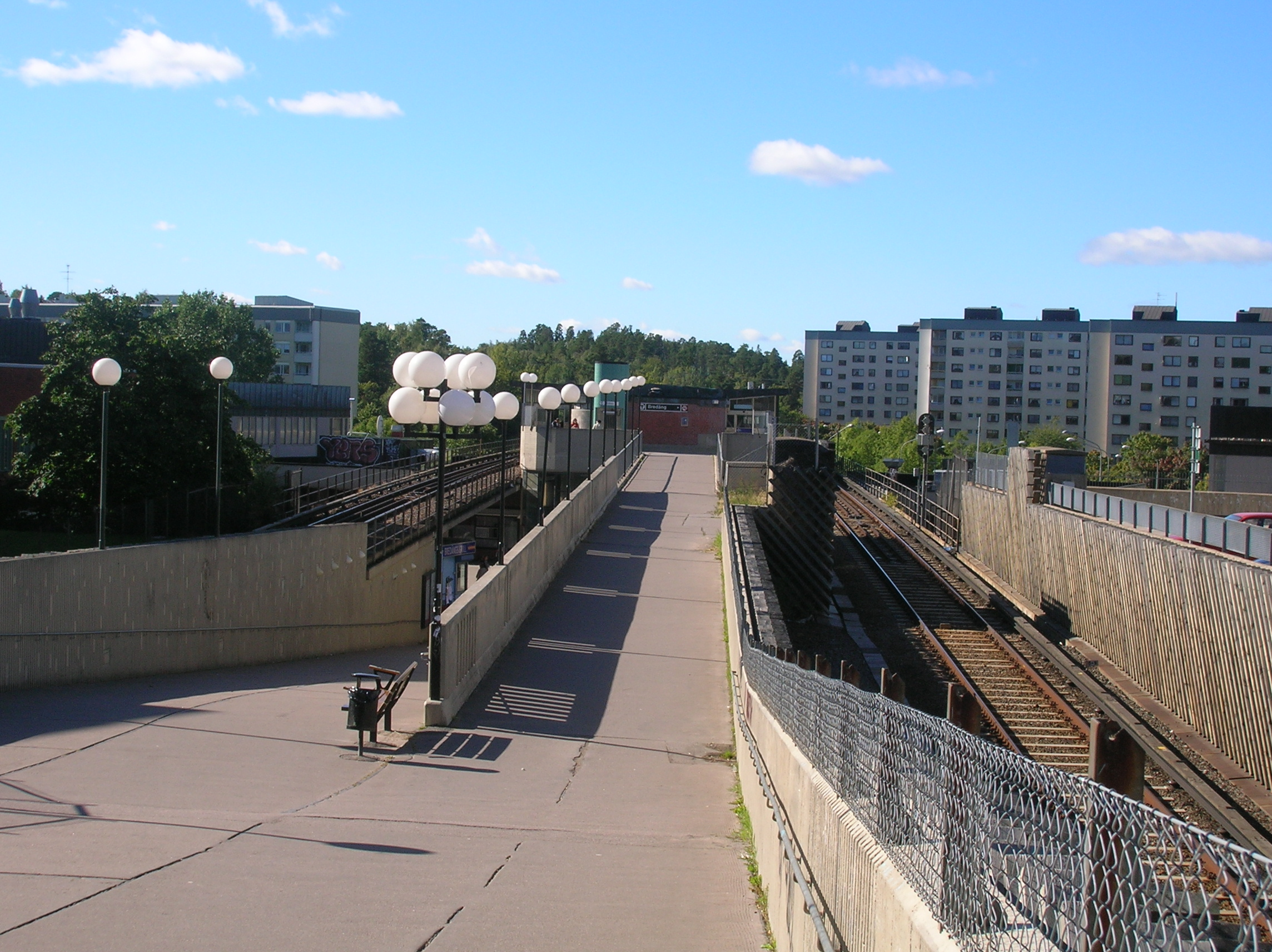
Mostek prowadzący do górnego wyjścia stacji

Bredäng – powierzchniowa stacja sztokholmskiego metra, leży w Sztokholmie, w Söderort, w dzielnicy Skärholmen, na osiedlu Bredäng. Na czerwonej linii metra T13, między Sätrą a Mälarhöjden. Dziennie korzysta z niej około 6 700 osób.
Stacja znajduje się na 180-metrowym wiadukcie (przed wejściem do tunelu), równolegle do Stora sällskapets väg, pod stacją przebiega Bredängs Allé. 
Posiada jedną halę biletową oraz dwa wyjścia: dolne, zlokalizowane przy Bredeängstorget oraz górne, prowadzące na mostek łączący stacje ze wschodnią częścią osiedla.
Otworzono ją 16 maja 1965 jako 62. stację w systemie, wraz z odcinkiem Örnsberg-Sätra. Posiada jeden peron. Stacja została zaprojektowana przez Ahlgren-Olsson-Silow Arkitektkontor.

## Sztuka
- Drewniane, malowane puzzle z motywami zwierzęcymi w hali biletowej, Lena Kriström-Larsson, 1982[4]

## Czas przejazdu
| Linia | Stacja   | Czas przejazdu | Stacja                                                    | Czas przejazdu                    |
| T13   | Ropsten  | 27 min         | Liljeholmen Slussen Gamla stan T-Centralen Östermalmstorg | 9 min 15 min 17 min 19 min 21 min |
| T13   | Norsborg | 17 min         | Liljeholmen Slussen Gamla stan T-Centralen Östermalmstorg | 9 min 15 min 17 min 19 min 21 min |

## Otoczenie
W otoczeniu stacji znajdują się:
- Bredängsparken
- Bredängs kyrka
- Bredängsskolan
- Bredängshallen
- Bredängsbadet
- Bredängshemmet
- Pingstkyrkan
- Bredängs bollplan
- Bredängs campingplats